# Rancho Mirage Challenger 1998
Il Rancho Mirage Challenger 1998 è stato un torneo di tennis facente parte della categoria ATP Challenger Series nell'ambito dell'ATP Challenger Series 1998. Il torneo si è giocato a Rancho Mirage negli Stati Uniti dal 16 al 22 novembre 1998 su campi in cemento.

## Vincitori

### Singolare
Christian Ruud ha battuto in finale  Cecil Mamiit con il punteggio di 6–7, 6–3, 6–2

### Doppio
Wayne Arthurs /  Peter Tramacchi hanno battuto in finale  Todd Larkham /  Grant Silcock con il punteggio di 6–3, 3–6, 6–3